# Clemens Loeffelholz von Colberg
Clemens Loeffelholz von Colberg (* 24. September 1989 in München) ist ein deutscher Szenenbildner und Creative Director.

## Leben
Loeffelholz wuchs im Münchner Osten auf und übernahm bereits als Jugendlicher das Licht- und Bühnendesign für Schulveranstaltungen, Partys und Band-Konzerte. Er studierte Architektur an der Technischen Universität München.
Im Jahr 2014 gründete er ein eigenes Studio, um die Kreation von Licht- und Bühnendesign zu professionalisieren. 2017 entwickelte er mit der österreichischen Band Bilderbuch eine Bühnenwand aus über 1000 Sneakern. Im selben Jahr arbeitete er an einer schwebenden Bühnenkonstruktion für die Tour des Künstlers Cro. 2018 begann die Zusammenarbeit mit Trettmann, KitschKrieg und RIN. 2019 verantwortete er als Creative Director die Produktion für die Open-Air-Show der Band Bilderbuch vor dem Schloss Schönbrunn. Ebenfalls 2019 kreierte er ein Bühnendesign für die Arena-Tour von AnnenMayKantereit. Im selben Jahr erweiterte er seine Erfahrung im Fernsehbereich bei der Produktion des Red Bull Soundclash 2019 in Stuttgart. Während der Corona-Pandemie entwickelte Loeffelholz 2021 ein Konzept für das Streaming-Konzert Stay at Home von Lina.

## Produktionen (Auswahl)
- 2015: Fiva „Alles Leuchtet“ Tour
- 2015: Bilderbuch „Schick Schock“ Tour
- 2017: Bilderbuch „Magic Life“ Tour
- 2017: Cro Festival Tour
- 2018: Cro „tru.“ Tour
- 2018 Bilderbuch „5000“ Tour
- 2018 Trettmann Splash21 Show
- 2018 Cro „stay tru.“ Tour
- 2018 RIN „Planet Megatron“ Tour
- 2019–2020 AnnenMayKantereit Arena Tour
- 2019 Bilderbuch „one.earth“ Tour
- 2019 Bilderbuch Schönbrunn Open Air
- 2019 Trettmann Club Tour
- 2019 Red Bull Soundclash „Alle gegen Bausa“
- 2019 RIN „Nimmerland“ Tour
- 2020 KitschKrieg Album Release König Galerie
- 2021 Lina „Stay At Home“ Streaming Konzert
- 2022 Kummer „KIOX Tour“
- 2022 Giant Rooks „Rookery“ Tour
- 2022 Red Bull Soundclash „Badmómzjay vs. Bozza“
- 2022 Kummer[6]
- 2023 Silbermond „Auf Auf“ Tour
- 2023 Bilderbuch Festival Tour
- 2023 Pashanim „ADS“ Tour
- 2023 ALLI NEUMANN Tour 2023
- 2023 RIN Tour 2023
- 2023 Shirin David Tour 2023

## Dokumentationen
- 2022 Bye, Bye Kummer (RBB, ARD Mediathek)